# ヴォルカン・オーズデミア
ヴォルカン・オーズデミア（Volkan Oezdemir、1989年9月19日 - ）は、スイスの男性総合格闘家、キックボクサー。フリブール州フリブール出身。アメリカ合衆国フロリダ州フォートローダーデール在住。キルクリフFC所属。UFC世界ライトヘビー級ランキング9位。

## 来歴
クルド人の父親とスイス人の母親の家庭に生まれた。
オランダのゴールデン・グローリーでアリスター・オーフレイムと親しくなったことで、誘いを受け本格的に格闘技のトレーニングを始めた。
キックボクシングとブラジリアン柔術のトレーニングを積み、2010年に総合格闘技デビュー。

### Bellator
2013年10月25日、Bellator MMA初参戦となったBellator 105でジョシュ・ラニアーと対戦し、TKO勝ち。
2014年4月4日、ライトヘビー級転向初戦となったBellator 115でケリー・アヌンドソンと対戦し、ネッククランクで一本負け。
2014年、SUPERKOMBATでキックボクシングデビュー戦を行う。キックボクシングの通算戦績は5戦5勝無敗。

### UFC
2017年2月4日、UFC初参戦となったUFC Fight Night: Bermudez vs. Korean Zombieでライトヘビー級ランキング6位のオヴィンス・サンプルーと対戦し、2-1の判定勝ち。
2017年5月28日、UFC Fight Night: Gustafsson vs. Teixeiraでライトヘビー級ランキング7位のミシャ・サークノフと対戦し、開始28秒にカウンターの右フックでKO勝ち。
2017年7月29日、UFC 214でライトヘビー級ランキング3位のジミ・マヌワと対戦し、開始42秒にパウンドでKO勝ち。パフォーマンス・オブ・ザ・ナイトを受賞した。
2018年1月20日、UFC 220のUFC世界ライトヘビー級タイトルマッチで王者ダニエル・コーミエに挑戦し、パウンドで2RTKO負け。王座獲得に失敗した。
2018年10月27日、UFC Fight Night: Volkan vs. Smithでライトヘビー級ランキング10位のアンソニー・スミスと対戦し、リアネイキッドチョークで一本負け。
2019年3月16日、UFC Fight Night: Till vs. Masvidalでライトヘビー級ランキング8位のドミニク・レイエスと対戦し、1-2の判定負け。
2019年8月10日、UFC Fight Night: Shevchenko vs. Carmouche 2でライトヘビー級ランキング9位のイリル・ラティフィと対戦し、左フックでKO勝ち。パフォーマンス・オブ・ザ・ナイトを受賞した。
2019年12月21日、UFC Fight Night: Edgar vs. The Korean Zombieでライトヘビー級ランキング10位のアレクサンダル・ラキッチと対戦し、2-1の判定勝ち。海外のMMAメディアサイトの採点では8人中7人の記者がラキッチの勝利を支持した。
2020年7月11日、UFC 251でUFC初参戦となったイリー・プロハースカと対戦し、右フックでKO負け。
2021年10月30日、UFC 267でライトヘビー級ランキング7位のマゴメド・アンカラエフと対戦し、0-3の判定負け。
2022年7月23日、UFC Fight Night: Volkov vs. Aspinallでライトヘビー級ランキング8位のポール・クレイグと対戦し、3-0の判定勝ち。
2022年10月22日、UFC 280でライトヘビー級ランキング10位のニキータ・クリーロフと対戦し、0-3の判定負け。
2024年6月22日、UFC on ABC: Whittaker vs. Aliskerovでライトヘビー級ランキング7位のジョニー・ウォーカーと対戦し、右アッパーでダウンを奪いパウンドで1RKO勝ち。パフォーマンス・オブ・ザ・ナイトを受賞した。
2024年11月23日、UFC Fight Night: Yan vs. Figueiredoでライトヘビー級ランキング10位のカーロス・アルバーグと対戦し、0-3の判定負け。

## 戦績

### 総合格闘技
| 総合格闘技 戦績 | 総合格闘技 戦績 | 総合格闘技 戦績 | 総合格闘技 戦績 | 総合格闘技 戦績 | 総合格闘技 戦績 | 総合格闘技 戦績 |
| --------------- | --------------- | --------------- | --------------- | --------------- | --------------- | --------------- |
| 28 試合         | (T)KO           | 一本            | 判定            | その他          | 引き分け        | 無効試合        |
| 20 勝           | 13              | 2               | 5               | 0               | 0               | 0               |
| 8 敗            | 2               | 2               | 4               | 0               | 0               | 0               |

| 勝敗 | 対戦相手                   | 試合結果                          | 大会名                                                              | 開催年月日     |
| ×    | カーロス・アルバーグ       | 5分3R終了 判定0-3                 | UFC Fight Night: Yan vs. Figueiredo                                 | 2024年11月23日 |
| ○    | ジョニー・ウォーカー       | 1R 2:28 KO（右アッパー→パウンド） | UFC on ABC 6: Whittaker vs. Aliskerov                               | 2024年6月22日  |
| ○    | ボグダン・グスコフ         | 1R 3:46 リアネイキドチョーク      | UFC Fight Night: Gane vs. Spivak                                    | 2023年9月2日   |
| ×    | ニキータ・クリーロフ       | 5分3R終了 判定0-3                 | UFC 280: Oliveira vs. Makhachev                                     | 2022年10月22日 |
| ○    | ポール・クレイグ           | 5分3R終了 判定3-0                 | UFC Fight Night: Blaydes vs. Aspinall                               | 2022年7月23日  |
| ×    | マゴメド・アンカラエフ     | 5分3R終了 判定0-3                 | UFC 267: Błachowicz vs. Teixeira                                    | 2021年10月30日 |
| ×    | イリー・プロハースカ       | 2R 0:49 KO（右フック）            | UFC 251: Usman vs. Masvidal                                         | 2020年7月11日  |
| ○    | アレクサンダル・ラキッチ   | 5分3R終了 判定2-1                 | UFC Fight Night: Edgar vs. The Korean Zombie                        | 2019年12月21日 |
| ○    | イリル・ラティフィ         | 2R 4:31 KO（左フック→パウンド）   | UFC Fight Night: Shevchenko vs. Carmouche 2                         | 2019年8月10日  |
| ×    | ドミニク・レイエス         | 5分3R終了 判定1-2                 | UFC Fight Night: Till vs. Masvidal                                  | 2019年3月16日  |
| ×    | アンソニー・スミス         | 3R 4:26 リアネイキッドチョーク    | UFC Fight Night: Volkan vs. Smith                                   | 2018年10月27日 |
| ×    | ダニエル・コーミエ         | 2R 2:00 TKO（パウンド）           | UFC 220: Miocic vs. Ngannou 【UFC世界ライトヘビー級タイトルマッチ】 | 2018年1月20日  |
| ○    | ジミ・マヌワ               | 1R 0:42 KO（パウンド）            | UFC 214: Cormier vs. Jones 2                                        | 2017年7月29日  |
| ○    | ミシャ・サークノフ         | 1R 0:28 KO（右フック）            | UFC Fight Night: Gustafsson vs. Teixeira                            | 2017年5月28日  |
| ○    | オヴィンス・サンプルー     | 5分3R終了 判定2-1                 | UFC Fight Night: Bermudez vs. Korean Zombie                         | 2017年2月4日   |
| ○    | アリハン・ヴァハエフ       | 5分3R終了 判定3-0                 | WFCA 17: Grand Prix Akhmat                                          | 2016年4月9日   |
| ○    | パコ・エステベス           | 1R TKO（パウンド）                | SHC 10: Carvalho vs. Belo                                           | 2014年9月20日  |
| ×    | ケリー・アヌンドソン       | 2R 3:19 ネッククランク            | Bellator 115                                                        | 2014年4月4日   |
| ○    | ジョシュ・ラニアー         | 1R 3:13 TKO（パウンド＆肘打ち）   | Bellator 105                                                        | 2013年10月25日 |
| ○    | デビッド・ラウンド         | 1R TKO（パウンド）                | WKN Valhalla: Battle of the Vikings 【決勝】                        | 2013年3月9日   |
| ○    | アンジェリア・ベンジャミン | 1R 0:45 KO（パウンド）            | WKN Valhalla: Battle of the Vikings 【準決勝】                      | 2013年3月9日   |
| ○    | モハメド・アミディ         | 1R 0:15 TKO（パウンド）           | WKN Valhalla: Battle of the Vikings 【1回戦】                       | 2013年3月9日   |
| ○    | モハメド・アミディ         | 1R 1:59 TKO（パウンド）           | SHC 6: Belo vs. Rodriguez                                           | 2012年10月6日  |
| ○    | ブルーノ・ファリアス       | 1R 1:54 TKO（パウンド）           | Lions Fighting Championship 4                                       | 2012年9月15日  |
| ○    | ホニルソン・サントス       | 1R 2:12 TKO（棄権）               | Lions Fighting Championship 3                                       | 2012年5月12日  |
| ○    | ママドウ・シス             | 1R 3:43 キムラロック              | 100% Fight 10: Supreme League Block C                               | 2012年4月7日   |
| ○    | ブバカル・バルデ           | 5分3R終了 判定3-0                 | Lions Fighting Championship                                         | 2011年10月15日 |
| ○    | マーティン・ヴァス         | 1R 0:56 TKO（パウンド）           | 修斗：スイス7                                                       | 2010年9月4日   |

## 獲得タイトル
- WKN Valhalla: Battle of the Vikings 優勝（2013年）

## 表彰
- UFC パフォーマンス・オブ・ザ・ナイト（2回）